# The Sign
"The Sign" är en danspoplåt från 1993 av svenska gruppen Ace of Base. Låten blev en internationell hit, och låg som främst tvåa i Storbritannien och toppade Billboard Hot 100-listan i USA (och blev första singel att i två omgångar toppa listan sedan Men at Works "Down Under" 1983; det 582 veckor långa gapet mellan deras andraomgångstoppar är det längsta sådana i Billboardhistorien.) Låten låg på det album som i de flesta delar av världen kallades Happy Nation, medan det i Nordamerika kallades The Sign.
Låten var 1994 års främsta låt enligt Billboards årsslutslista. Låten rankades på 51:a plats på The Billboard Hot 100 All-Time Top Songs for the first 50 years of the Hot 100 chart.
Låten har också tolkats av The Mountain Goats, och förekom också I "Great Space Roaster", avslutningsavsnittet för femte säsongen av American Dad!. I sjätte säsongen av Så mycket bättre gjorde Lisa Nilsson en tolkning av låten på svenska. Den svenska gruppen Trombo Combo gjorde år 1996 en version av The Sign.

## Musikvideo
Musikvideon innehåller gruppen som sjunger bland olika symboler; "The Sign" framställdes som en ankh och en djed. Videon regisserades av Mathias Julin.
Bland detta finns en historia om en man och en kvinna som sitter sida vid sida, tills mannen ser ut att lämna kvinnan. Han kommer tillbaka med en ros, och ger den kvinnan. Kvinnan tackar ja och tar hans hand. Dock lyser ett ljus i kvinnans ansikte, och hon dras iväg och överger mannen och släpper blomman mot stolen.
"The Sign " har allmänt tolkats som en kvinnas väg från ett dysfunktionellt förhållande till klostret. Som framgår av musikvideon, vänder hon från mannen till ljuset framför henne, att ha sett tecken på att öppnas upp ögonen och förde henne in i "ljuset där hon hör hemma"

## Låtlista
CD-singel - Australien
1. "The Sign" - 3:11
2. "The Sign" (lång version) - 4:43

CD single - Tyskland
1. "The Sign" (Remix) - 5:40
2. "The Sign" (Ultimix) - 6:49
3. "The Sign" (Dub Version) - 5:10

CD single - Japan
1. "The Sign" - 3:11
2. "Young And Proud" - 3:56

CD single - Storbritannien
1. "The Sign" - 3:11
2. "The Sign" (longversion) - 4:43
3. "The Sign" (Dub Version) - 5:10

CD single - USA
1. "The Sign" (Ultimix) - 6:49
2. "The Sign" - 3:11
3. "Young And Proud" - 3:56
4. "Happy Nation" (12"-version) - 6:40

CD maxi - Frankrike
1. "The Sign" (Radioversion) - 3:09
2. "The Sign" (lång version) - 4:43
3. "The Sign" (Dub Version) - 5:10

7" single - Frankrike
1. "The Sign" (radioversion) - 3:09
2. "The Sign" (lång version) - 4:43

## Officiella versioner
- Albumversion
- Ultimix
- Dub Version
- Long Version
- Remix
- Ultimix Remix
- Freedom Bunch Mix (2009)

## Medverkande
- Sång av Linn Berggren, Jenny Berggren och Jonas Berggren
- Bakgrundssång av Jenny Berggren, Linn Berggren, Jonas Berggren och Douglas Carr
- Skriven av Jonas Berggren
- Producerad av Denniz Pop, Douglas Carr och Jonas Berggren
- Inspelad i Cheiron Studios

## Listplacering
| Lista (1993/1994)                        | Topplacering |
| ---------------------------------------- | ------------ |
| Australiska ARIA-singellistan            | 1            |
| Österrikiska singellistan                | 3            |
| Kanadensiska singellistan                | 1            |
| Nederländska Top 40                      | 3            |
| Franska SNEP-singellistan                | 5            |
| Tyska singellistan                       | 1            |
| Irländska singellistan                   | 2            |
| Italienska singellistan                  | 4            |
| Nyzeeländska RIANZ-singellistan          | 1            |
| Norska singellistan                      | 5            |
| Spanska singellistan                     | 1            |
| Schweiziska singellistan                 | 4            |
| Svenska singellistan                     | 2            |
| Brittiska singellistan                   | 2            |
| Amerikanska Billboard Hot 100            | 1            |
| Amerikanska Billboard Adult Contemporary | 2            |

| Årsslutslistoa (1994)         | Placering |
| ----------------------------- | --------- |
| Australiska ARIA-singellistan | 5         |
| Nederländska Top 40           | 23        |
| Franska singellistan          | 17        |
| Amerikanska Billboard Hot 100 | 1         |

| Lista (1990–1999)             | Placering |
| ----------------------------- | --------- |
| Amerikanska Billboard Hot 100 | 11        |

| Land           | Certifiering | Datum            | Sales certified |
| -------------- | ------------ | ---------------- | --------------- |
| Austria        | Guld         | 21 februari 1994 | 15 000          |
| Germany        | Platina      | 1994             | 500 000         |
| Storbritannien | Guld         | 1 april 1994     | 400 000         |
| USA            | Platina      | 6 april 1994     | 1 000 000       |

### Fotnoter
1. ↑  The Billboard Hot 100 Chart 50th Anniversary, The Billboard Hot 100 All-Time Top Songs (60-51), Billboard.com
2. 1 2 3 4 5 6 7  ”"The Sign", in various singles charts”. Lescharts. http://lescharts.com/showitem.asp?interpret=Ace+Of+Base&titel=The+Sign&cat=s. Läst 17 april 2010.
3. 1 2  ”Single top 100 over 1994” (på nederländska) (pdf). Top40. http://www.top40.nl/pdf/Top%20100/top%20100%20-%201994.pdf. Läst 17 april 2010.
4. ↑  ”Ace of Base singles, German Singles Chart” (på tyska). GfK Entertainment Charts. https://www.offiziellecharts.de/titel-details-2699. Läst 17 april 2010.
5. ↑  ”Irish Singles Chart, database”. Irishcharts. http://www.irishcharts.ie/search/placement. Läst 17 april 2010.
6. ↑  ”"The Sign", UK Singles Chart”. Chartstats. Arkiverad från originalet den 21 augusti 2011. https://web.archive.org/web/20110821233948/http://www.chartstats.com/songinfo.php?id=21650. Läst 17 april 2010.
7. ↑  ”Hot 100 March 12, 1994” (på engelska). Billboard. https://www.billboard.com/charts/hot-100/1994-03-12/. Läst 26 november 2022.
8. ↑  ”Adult Contemporary Chart History Ace of Base” (på engelska). Billboard. Arkiverad från originalet den 18 augusti 2016. https://web.archive.org/web/20160818075821/http://www.billboard.com/artist/277943/ace-base/chart?f=341&sort=date. Läst 26 november 2022.
9. ↑  1994 Australian Singles Chart Aria.com.au (Läst 18 jul8 2009)
10. ↑  1994 French Singles Chart Disqueenfrance.com Arkiverad 20 augusti 2011 hämtat från the Wayback Machine. (Läst 30 januari 2009)
11. ↑  ”1994: Year-End USA Charts (Singles)”. Billboard.com. http://top40-charts.com/features/YearEnd/yearend1994.php. Läst 12 juni 2009. (Top40-Charts.com)
12. ↑  Geoff Mayfield (25 december 1999). 1999 The Year in Music Totally '90s: Diary of a Decade - The listing of Top Pop Albums of the '90s & Hot 100 Singles of the '90s. Billboard. http://books.google.co.kr/books?id=9w0EAAAAMBAJ&lpg=PP1&lr&rview=1&pg=RA1-PA4#v=onepage&q&f=false. Läst 15 oktober 2010
13. ↑  ”Certification for every country in the world” (pdf). IFPI. Arkiverad från originalet den 23 oktober 2009. https://www.webcitation.org/5kjdcdHb5?url=http://www.ifpi.org/content/library/certification-award-levels.pdf. Läst 17 april 2010.
14. ↑  ”Austrian certifications, database”. Ifpi. https://ifpi.at/auszeichnungen/. Läst 17 april 2010.
15. ↑  Mall:Cite gold platin
16. ↑  ”UK certifications, database”. Bpi. https://www.bpi.co.uk/award/7294-1421-1. Läst 17 april 2010.
17. ↑  ”U.S. certifications”. Riaa. Arkiverad från originalet den 24 september 2015. https://web.archive.org/web/20150924151606/http://www.riaa.com/goldandplatinumdata.php?resultpage=1. Läst 17 april 2010.